# Manuel de Sárraga Gómez
Manuel de Sárraga Gómez (València, 1943) és un advocat i polític centrista català. Com a parlamentari fou membre de la Comissió dels Vint que redactà l'avantprojecte d'Estatut d'Autonomia de Catalunya de 1979. Casat amb dos fills, el seu germà és Àlex de Sárraga.

## Trajectòria personal i empresarial
Nascut a València l'any 1943, viu a Lleida. Estudià professorat mercantil, es llicencià en Dret i fou censor jurat de Comptes. Fou gerent de l'empresa Estació d'Autobusos de Lleida SA i conseller de diverses empreses entre d'elles Gas Lleida. Fou també secretari del Col·legi Oficial de Titulats Mercantils, delegat de l'Institut de Censors Jurats i de l'Associació Espanyola d'Assessors Fiscals.

## Trajectòria política[1]
A les eleccions generals espanyoles de 1977 i 1979 encapçalà la candidatura fou elegit diputat per la província de Lleida dins els llistes de la Unió de Centre Democràtic (UCD). El 1978 com parlamentari representant del seu partit fou membre de la Comissió dels Vint que redactà al parador de Sau les Masies de Roda l'avantprojecte d'Estatut d'Autonomia de Catalunya de 1979.
Serà reelegit a les 1979. Fou vocal de la Comissió de Pressupostos al Congrés dels Diputats. Compaginà la seva tasca parlamentària amb la d'assessor del Ministre d'Economia i Hisenda, Jaime García Añoveros. La derrota electoral, en les eleccions generals del 28 d'octubre del 1982 provocà la pèrdua del seu escó de diputat.
Serà Secretari general de Centristes de Catalunya-UCD (1981-1982) i membre del Comitè Executiu estatal de la UCD (1980-1982), feu costat a Adolfo Suàrez en la crisi interna que el portà a la desaparició del partit el 1982. Donarà suport la formació del Centro Democrático Social CDS i membre del Comitè estatal. Es presentà encapçalant de llista del CDS a Lleida en les eleccions generals, però no aconseguí ser elegit. La retirada política d'Alfonso Suárez la quasi desaparició del CDS, el portà abandonà la militància política i es dedicà a exercir d'advocat en el bufet Betriu Casas Sárraga. També ha participat en la redacció de la Carta de Ciutadania de Lleida.